# Lakmus

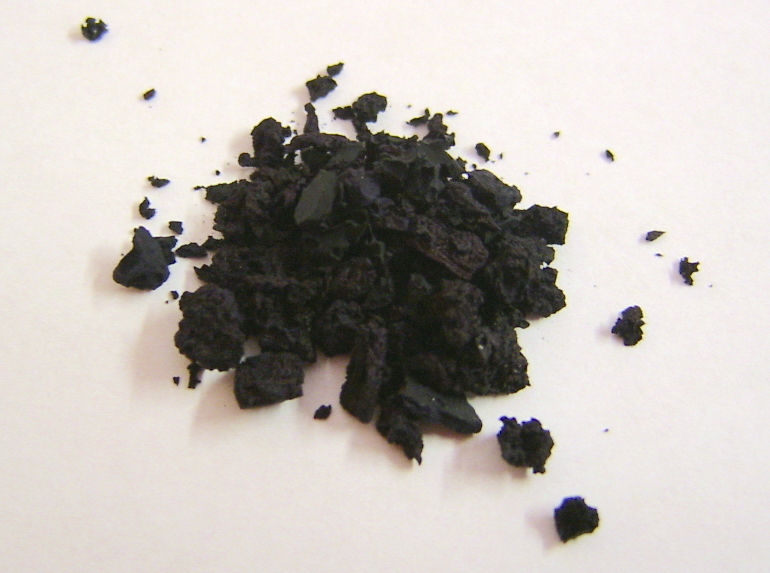
Lakmusový prášek

Lakmus je vodou ředitelné barvivo extrahované z určitých druhů lišejníků rodu Rocella. Používá se jako acidobazický indikátor (indikuje pH) v chemii.

## Lakmusový papírek
Lakmusový papírek je lakmusem napuštěný proužek filtračního papíru, jeden z nejstarších pH indikátorů, používaných na testování kyselosti. Modrý lakmusový papírek se barví načerveno v kyselých prostředích a červený lakmus se barví namodro v zásaditých prostředích. Změna barvy probíhá v rozsahu 4,5 – 8,3 pH (při 25 °C).
Z lakmusu se vyrábí i barvivo azolitmín s podobnými indikátorovými vlastnostmi.
Modrý lakmusový papírek se připravuje přímým namáčením papírku v lakmusovém odvaru. Červený lakmus vznikne smíšením velmi zředěné kyseliny do původního modrého lakmusového roztoku (většinou se používá kyselina octová nebo chlorovodíková). Lakmus je možné i zneutralizovat přidáním menšího množství kyseliny, čímž vznikne purpurový lakmus.

### Přenesený význam
Lakmusový papírek se mimo chemii užívá v přeneseném významu pro obecné označení indikátoru či ukazatele stavu, postoje atp. Novinář Michal Novotný uvedl v listopadu 2005 příklad z publicistiky: „lakmusovým papírkem skutečných postojů lidovců je jejich hlasování o zákoníku práce“ a v dubnu 2022 ministr zemědělství Zdeněk Nekula v ekonomickém kontextu: „Chceme se zaměřit na marže u několika klíčových komodit, které jsou z hlediska zákazníků lakmusovým papírkem. Budou to máslo, kuřecí a vepřové maso a pečivo.“

## Zdroj

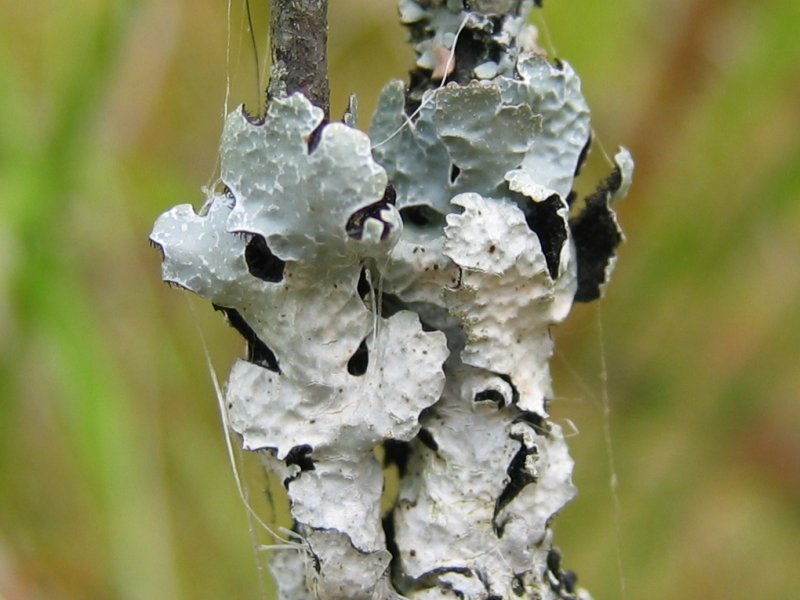
Parmelia sulcata

Lakmus se získává z mnoha druhů lišejníků, třeba
- Roccella tinctoria (Azorské ostrovy, Kanárské ostrovy, západní pobřeží Jižní Ameriky)
- Roccella fuciformis (Angola a Madagaskar)
- Roccella pygmaea (Alžírsko)
- Roccella phycopsis
- Lecanora tartarea (Norsko, Švédsko)
- Variolaria dealbata (Pyreneje a Auvergne)
- Ochrolechia parella
- Parmotrema tinctorum
- druhy rodu Parmelia

Hlavním zdrojem jsou:
- Roccella montagnei (Mosambik)
- Dendrographa leucophoea (Kalifornie)

## Etymologie
České slovo lakmus bylo přejato z německého das Lackmus. Etymologicky pochází ze středonizozemského slova lecmoes složeného ze slovesa lecken, kapat, stékat a podstatného jména moes, kaše. V Němčině se samohláska e změnila na a vlivem německého slova der Lack, lak, nátěr.